# Trứng Phục sinh

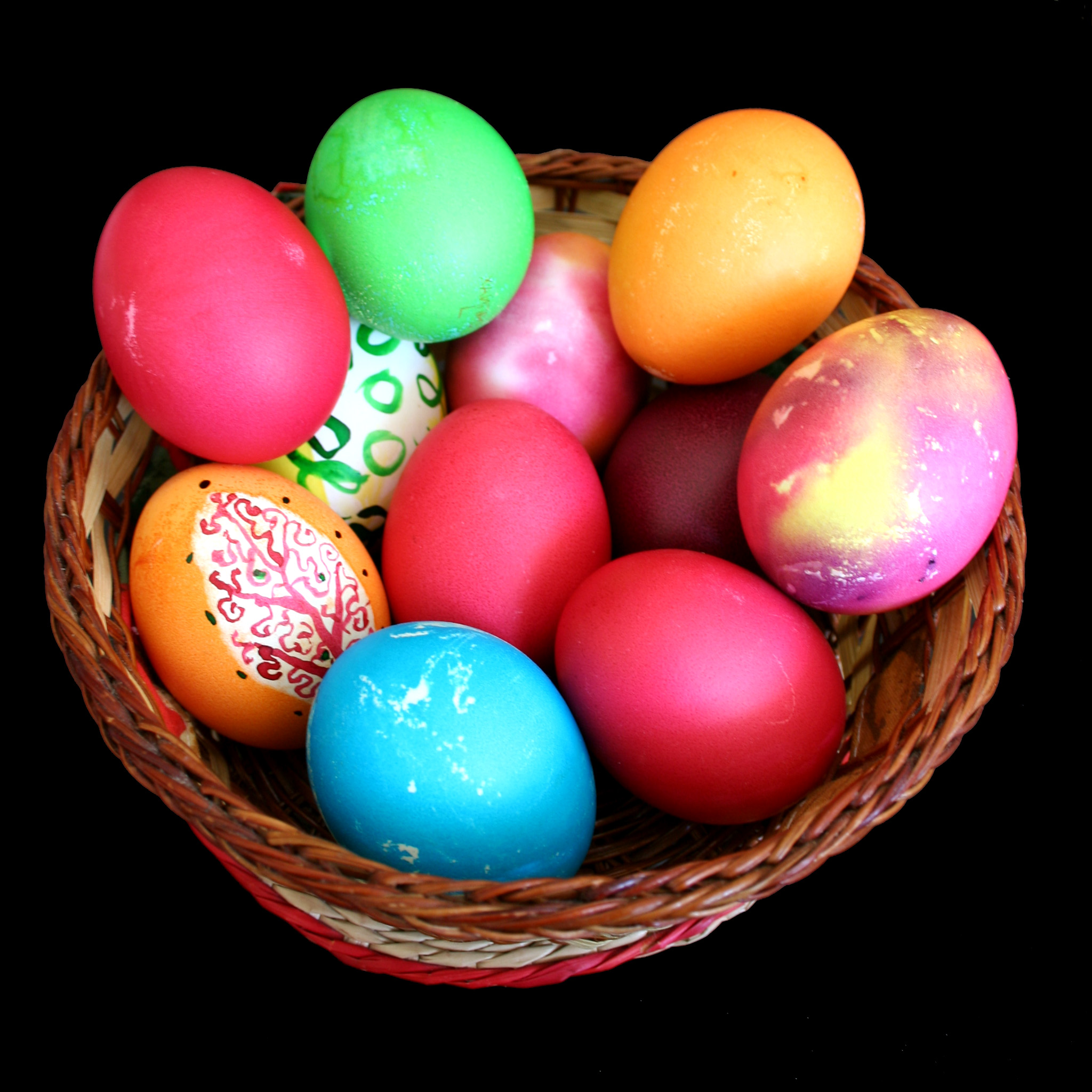
Trứng Phục Sinh được trang trí

Trứng Phục sinh, còn được gọi là trứng Paschal, là những quả trứng được trang trí thường được sử dụng làm quà tặng vào dịp lễ Phục sinh.  Vì vậy, trứng Phục sinh là phổ biến trong mùa của Mùa Phục Sinh.  Truyền thống lâu đời nhất là sử dụng trứng gà nhuộm và sơn, nhưng một phong tục hiện đại là thay thế trứng sô cô la bọc trong giấy bạc màu, trứng gỗ chạm khắc bằng tay hoặc trứng nhựa chứa đầy bánh kẹo như sô cô la.  Tuy nhiên, trứng thật vẫn tiếp tục được sử dụng trong truyền thống Trung và Đông Âu.  Mặc dù trứng, nói chung, là một biểu tượng truyền thống về khả năng sinh sản và tái sinh, trong Kitô giáo, để cử hành lễ Phục sinh, trứng Phục sinh tượng trưng cho ngôi mộ trống của Giêsu, từ đó Giêsu phục sinh.  Ngoài ra, một truyền thống cổ xưa là nhuộm trứng Phục sinh với màu đỏ "để tưởng nhớ đến máu của Giêsu đã chảy ra vào thời điểm bị đóng đinh".  Phong tục về trứng Phục sinh này có thể được bắt nguồn từ các Kitô hữu đầu tiên của vùng Lưỡng Hà, và từ đó nó lan sang Nga và Siberia thông qua các Giáo hội Chính thống giáo, và sau đó vào Châu Âu thông qua các Giáo hội Công giáo và Tin lành.    Việc sử dụng trứng của Cơ đốc giáo này có thể đã bị ảnh hưởng bởi các thực hành trong "thời kỳ tiền triều đại ở Ai Cập, cũng như giữa các nền văn hóa sơ khai của Lưỡng Hà và Crete".

## Lịch sử

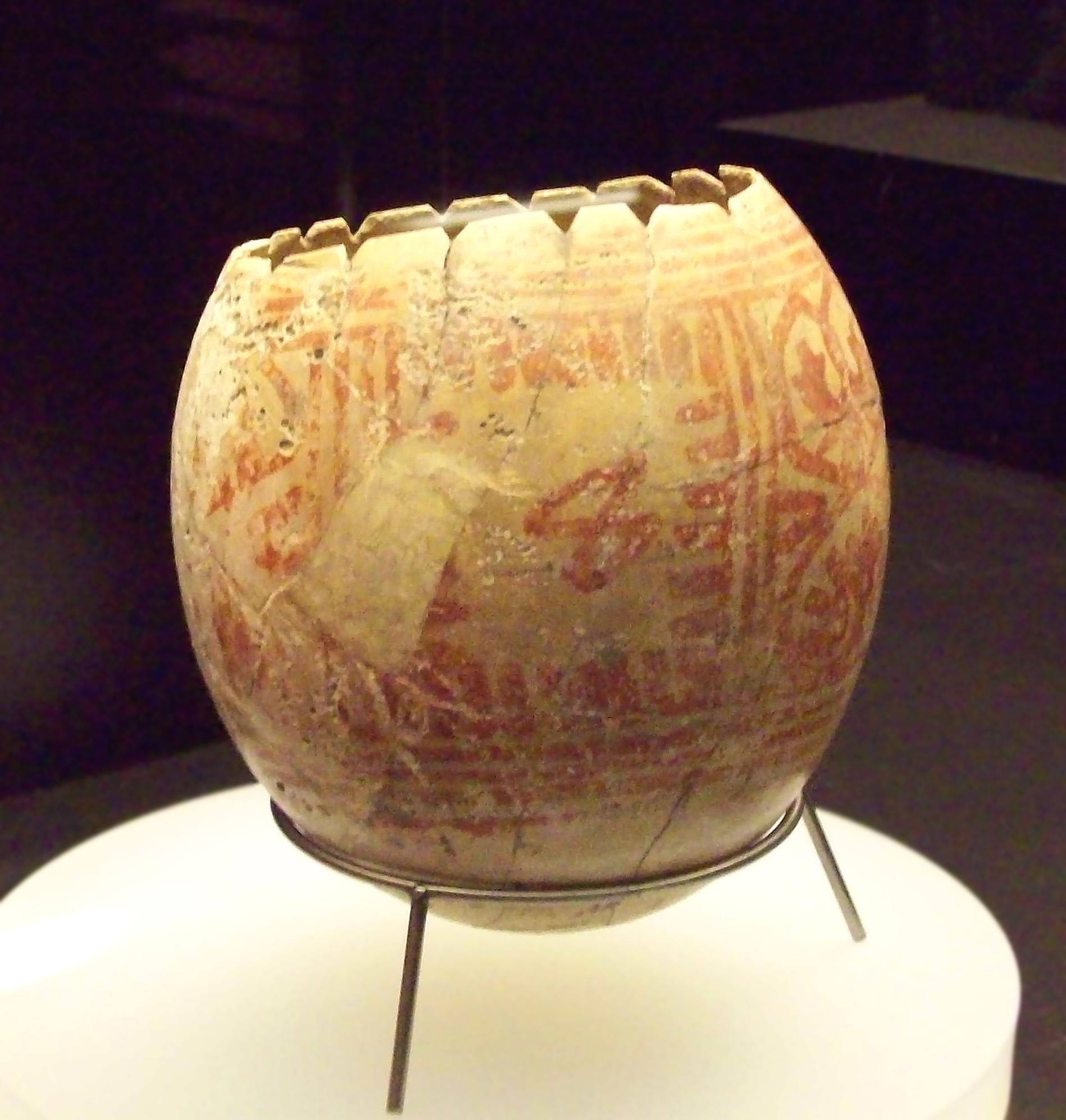
Một quả trứng đà điểu được trang trí với tác phẩm nghệ thuật Punic

Việc thực hành trang trí vỏ trứng như một phần của nghi lễ mùa xuân là cổ xưa, với những quả trứng đà điểu được trang trí, chạm khắc được tìm thấy ở châu Phi đã 60.000 năm tuổi.  Trong thời kỳ tiền triều đại của Ai Cập và các nền văn hóa đầu tiên của Lưỡng Hà và Crete, trứng có liên quan đến cái chết và tái sinh, cũng như với vương quyền. Các trứng đà điểu được trang trí và việc trưng bày các trứng đà điểu bọc vàng và bạc, thường được đặt trong mộ của người Sumer và Ai Cập cổ đại sớm nhất là 5.000 năm trước.  Những mối quan hệ văn hóa này có thể đã ảnh hưởng đến các nền văn hóa Kitô giáo và Hồi giáo thời kỳ đầu ở các khu vực đó, cũng như thông qua các liên kết chính trị, tôn giáo và chính trị từ các khu vực xung quanh Địa Trung Hải.

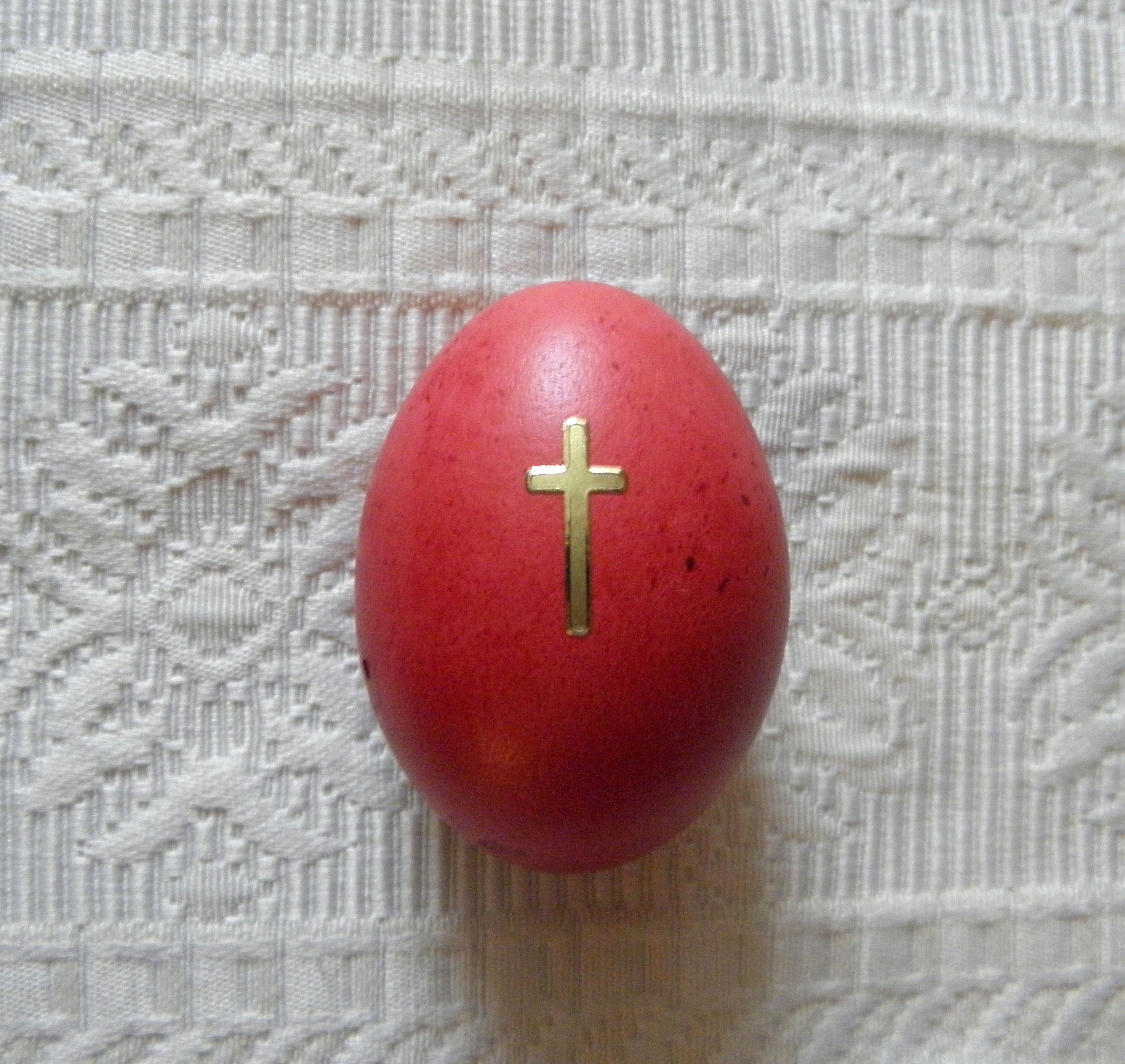
Trứng Phục sinh màu đỏ với thánh giá Kitô giáo, của Tu viện Chính thống Hy Lạp Saint Kosmas Aitolos

Phong tục trứng Phục sinh của Kitô giáo cụ thể bắt đầu từ những người Kitô hữu đầu tiên của Lưỡng Hà, những người đã nhuộm trứng với màu đỏ (để tưởng nhớ đến máu của Chúa Kitô vì sự đóng đinh của Ngài). Giáo hội Kitô giáo chính thức chấp nhận phong tục này, những quả trứng phục sinh được coi là biểu tượng cho Sự phục sinh của Giêsu, với Nghi lễ La Mã, là phiên bản đầu tiên diễn ra vào năm 1610 nhưng về sau có các niên đại lâu đời hơn, trong đó có các phước lành Phục sinh, được ban cho trứng, thịt cừu, bánh mì và sản phẩm mới. Các phước lành này là để tiêu thụ (như một thực phẩm), chứ không phải là để trang trí.
Giáo sư xã hội học, ông Kenneth Thompson, thảo luận về sự lây lan của trứng Phục sinh trên khắp Christendom, viết rằng "việc sử dụng trứng vào lễ Phục sinh dường như đến từ Ba Tư vào các Giáo hội Kitô giáo Hy Lạp ở Mesopotamia, từ đó đến Nga và Siberia thông qua phương tiện của Chính thống giáo.  Từ Giáo hội Hy Lạp, phong tục được người Công giáo La Mã hoặc Tin lành chấp nhận và sau đó lan rộng khắp châu Âu. "   Cả Thompson, cũng như nhà nghiên cứu phương Đông Thomas Hyde của Anh, ngoài việc nhuộm trứng đỏ, các Kitô hữu đầu tiên của Mesopotamia còn nhuộm trứng Phục sinh màu xanh lá cây và màu vàng.
Nhà văn hóa và nhà triết học dân gian có ảnh hưởng của thế kỷ 19 - Jacob Grimm - suy đoán, trong tập thứ hai của Deutsche Mythologie, rằng phong tục dân gian về trứng Phục sinh giữa các dân tộc Đức trong lục địa có thể bắt nguồn từ các lễ hội mùa xuân của một nữ thần người Đức được biết đến trong tiếng Anh cổ là Ēostre, Phục sinh trong tiếng Anh hiện đại) và có thể được biết đến trong tiếng Đức cổ là *Ostara (và sau đó thành tên của tiếng Đức hiện đại Ostern 'Easter'):
Mặc dù một trong những truyền thống Kitô giáo là sử dụng trứng gà nhuộm hoặc sơn, một phong tục hiện đại là thay thế bằng trứng sô cô la, hoặc trứng nhựa chứa đầy kẹo như đậu thạch.  Những quả trứng này có thể được giấu cho trẻ em tìm thấy vào buổi sáng Phục sinh, có thể do chú thỏ Phục sinh để lại.  Chúng cũng có thể được đặt trong một giỏ chứa đầy rơm thật hoặc nhân tạo để giống với tổ chim.

## Trang trí và giá trị biểu tượng

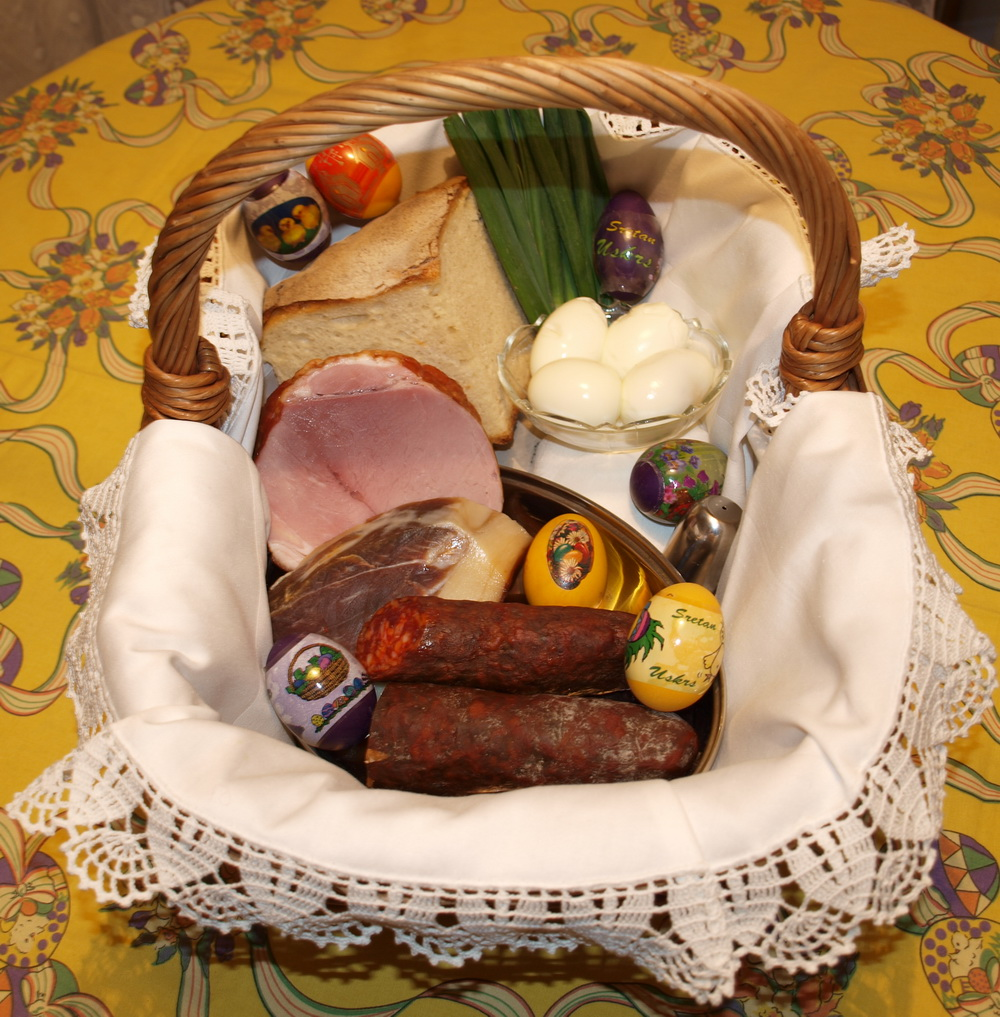
Giỏ phục sinh Croatia

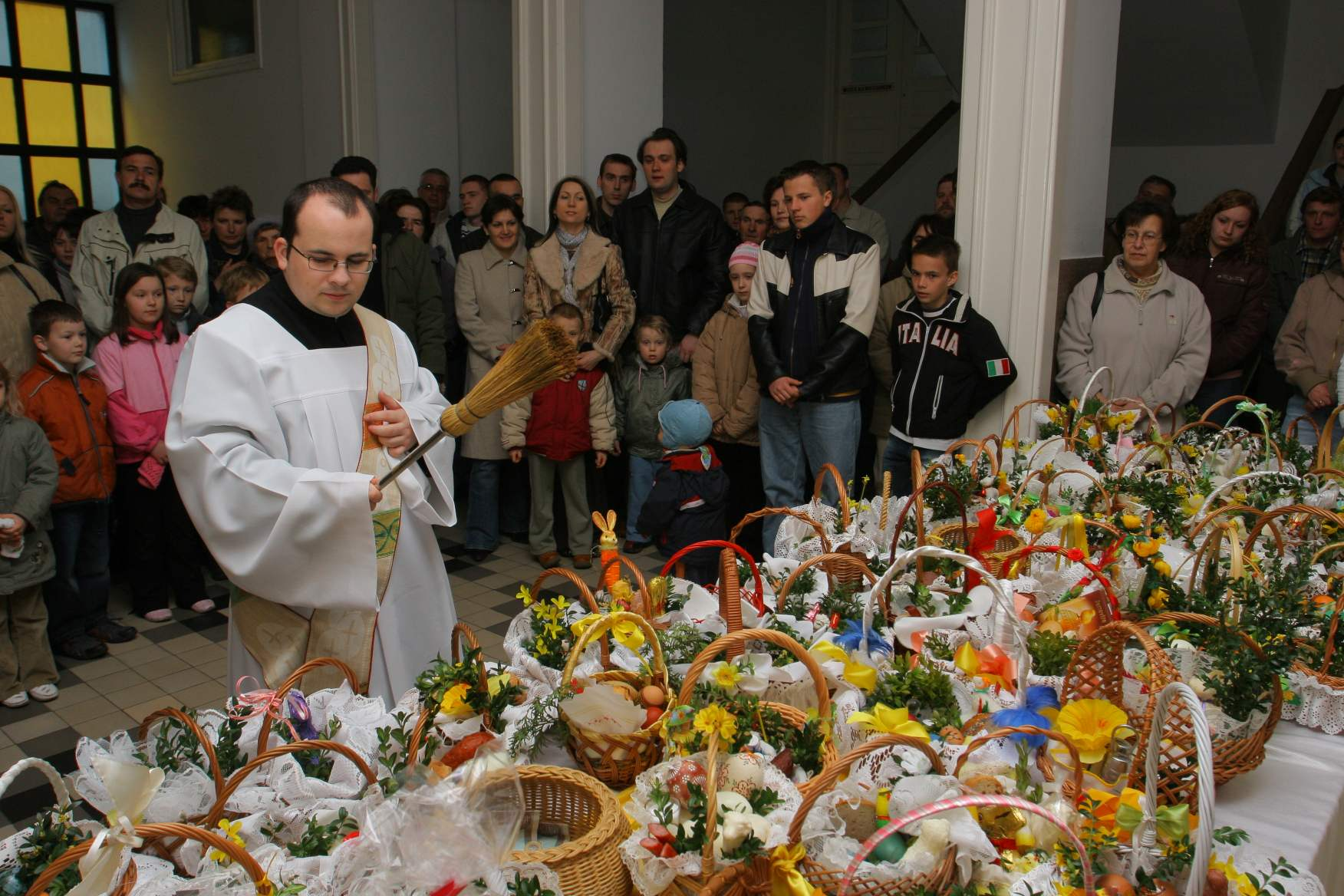
Ban phước lành cho thực phẩm Phục Sinh ở Ba Lan

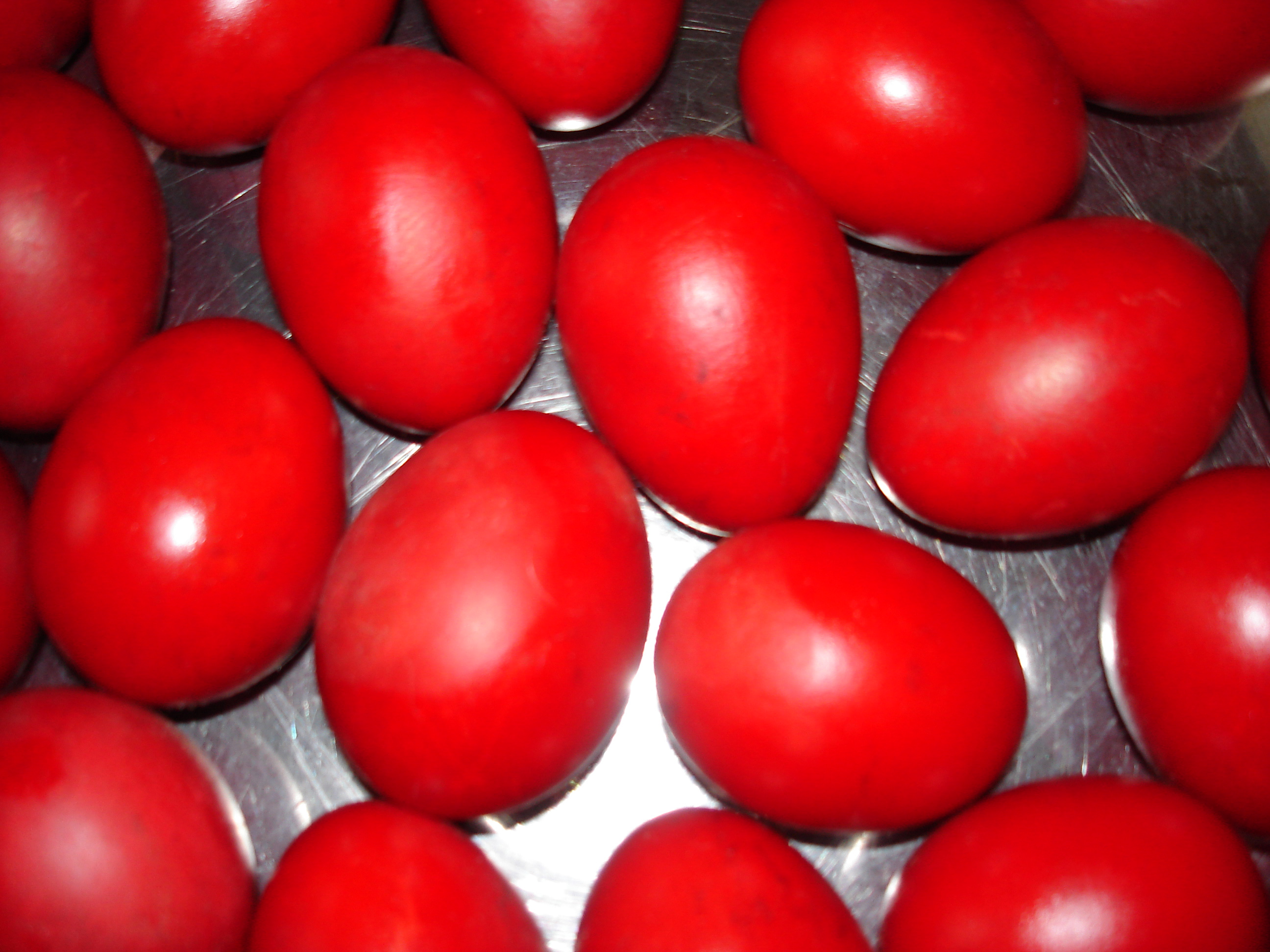
Trứng Phục sinh màu đỏ

### Truyền thống mùa chay
Truyền thống trứng Phục sinh cũng có thể đã được hợp nhất vào lễ kỷ niệm kết thúc các nghi thức của Mùa Chay ở phương Tây.  Trong lịch sử, truyền thống là phải sử dụng hết trứng của gia đình trước khi Mùa Chay bắt đầu.  Trứng ban đầu bị cấm trong Mùa Chay cũng như vào những ngày nhịn ăn truyền thống khác trong Cơ đốc giáo phương Tây (truyền thống này vẫn còn tiếp tục giữa các Giáo hội Kitô giáo Đông phương).  Tương tự như vậy, ở Cơ đốc giáo Đông phương, thịt, trứng và sữa đều bị cấm trong nhịn ăn Mùa chay.
Việc này đã tạo ra truyền thống của Ngày Pancake được tổ chức vào Thứ ba Shrove.  Ngày này, thứ ba trước Thứ Tư Lễ Tro khi Mùa Chay bắt đầu, còn được gọi là Mardi Gras, một cụm từ tiếng Pháp có nghĩa là "Thứ ba béo" để đánh dấu việc tiêu thụ trứng và sữa cuối cùng trước khi Mùa Chay bắt đầu.
Trong Nhà thờ Chính thống, Great Lent bắt đầu vào Thứ Hai sạch, thay vì Thứ Tư, vì vậy các sản phẩm sữa của gia đình sẽ được sử dụng hết trong tuần trước, được gọi là Tuần Cheesefare.
Trong Mùa Chay, vì gà sẽ không ngừng sản xuất trứng trong thời gian này, một cửa hàng lớn hơn bình thường có thể có trứng để bán vào cuối ngày nhịn ăn. Số trứng dư này, nếu có, phải được ăn nhanh chóng để tránh bị hư hỏng.  Sau đó, với sự xuất hiện của lễ Phục sinh, việc ăn trứng lại tiếp tục.  Một số gia đình nấu một chiếc bánh mì thịt đặc biệt với trứng trong đó để ăn cùng với bữa tối Phục sinh.
Đáng lẽ người dân sẽ buộc phải luộc chín già trứng mà gà đẻ ra trong khoảng thời gian trên để không phải lãng phí thức ăn, và vì lý do này, món ăn hornazo của Tây Ban Nha (theo truyền thống được ăn vào và xung quanh lễ Phục sinh) có chứa trứng luộc làm nguyên liệu chính.  Ở Hungary, trứng được sử dụng cắt lát trong món thịt hầm khoai tây vào khoảng thời kỳ Phục sinh.

### Biểu tượng và phong tục liên quan
Một số Kitô hữu tượng trưng liên kết việc đập trứng Phục sinh với ngôi mộ trống của Giêsu.
Trong các nhà thờ Chính thống giáo, trứng Phục sinh được linh mục ban phước vào cuối Lễ Vọng Paschal (tương đương với Thứ bảy Tuần Thánh), và được phân phát cho các tín hữu.  Quả trứng được những người theo Kitô giáo xem là biểu tượng của sự phục sinh: tuy nó có vẻ ngoài như đang ngủ, nó chứa đựng một cuộc sống mới được niêm phong bên trong nó.
Tương tự, trong Giáo hội Công giáo La Mã ở Ba Lan, cái gọi là święconka, nghĩa là ban phước cho các giỏ trang trí với một mẫu trứng Phục sinh và các thực phẩm tượng trưng khác, là một trong những truyền thống Ba Lan bền vững và được yêu thích nhất vào Thứ bảy Tuần Thánh.
Trong Mùa Phục sinh, trong một số truyền thống, lời chào Pascal với quả trứng Phục sinh thậm chí còn được áp dụng cho người quá cố.  Vào thứ hai hoặc thứ ba thứ hai của Pascha, sau một dịch vụ tưởng niệm, mọi người sẽ mang trứng chúc phúc đến nghĩa trang và mang theo lời chào mừng vui vẻ, "Chúa Kitô đã sống lại", cho người thân yêu của họ đã ra đi (xem Radonitza).
Ở Hy Lạp, phụ nữ thường nhuộm trứng bằng vỏ hành tây và giấm vào thứ năm (cũng là ngày rước lễ).  Những quả trứng nghi lễ này được gọi là kokkina avga.  Họ cũng nướng tsoureki cho bữa tiệc Chủ nhật Phục Sinh.  Trứng Phục sinh màu đỏ đôi khi được bỏ vào dọc theo đường trung tâm của bánh mì tsoureki.
Ở Ai Cập, truyền thống là trang trí trứng luộc trong kỳ nghỉ Sham el-Nessim, ngày lễ hàng năm sau lễ Phục sinh của Cơ đốc giáo phương Đông.

### Tô màu

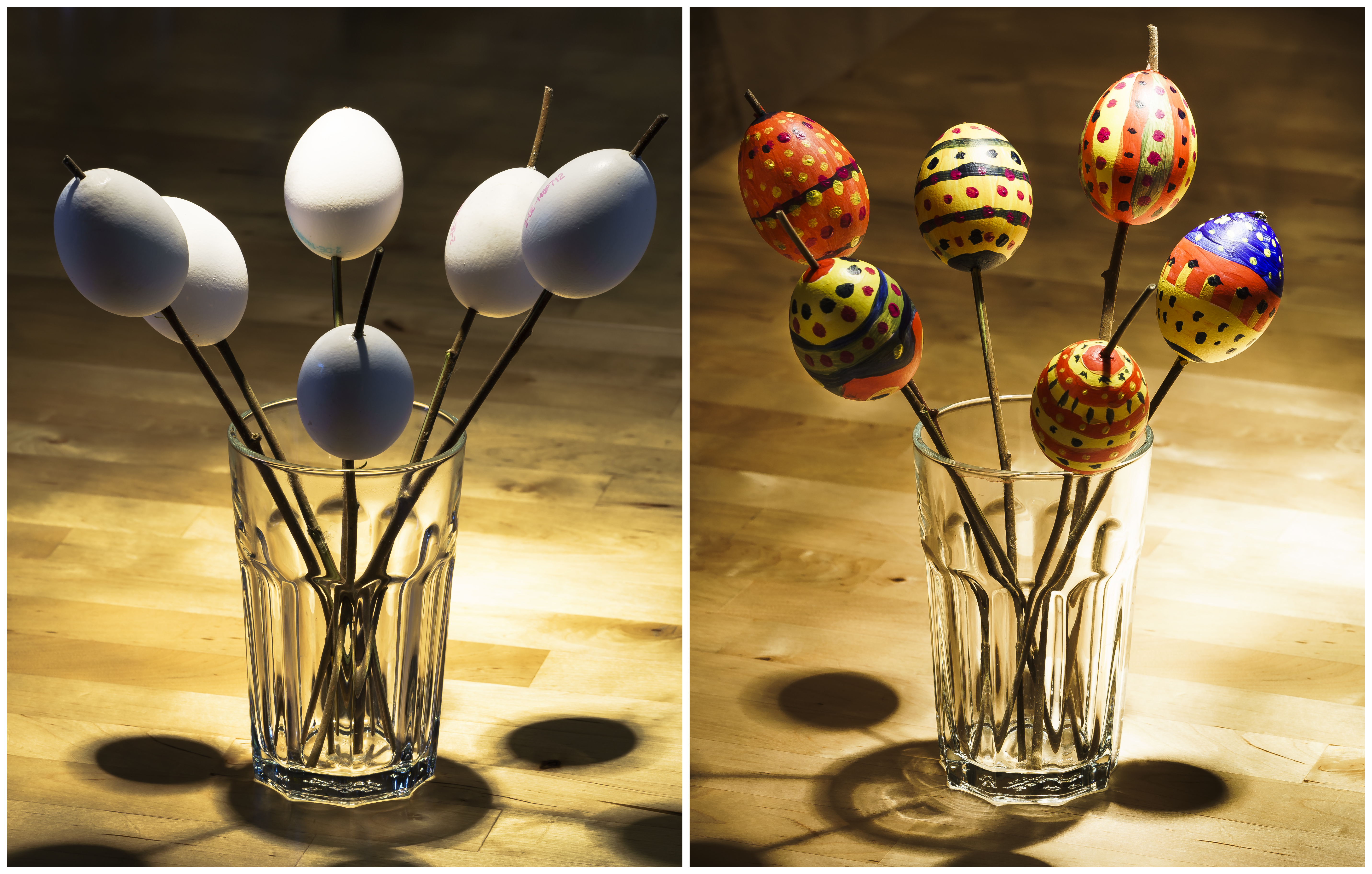
Màu sắc cho trứng Phục sinh

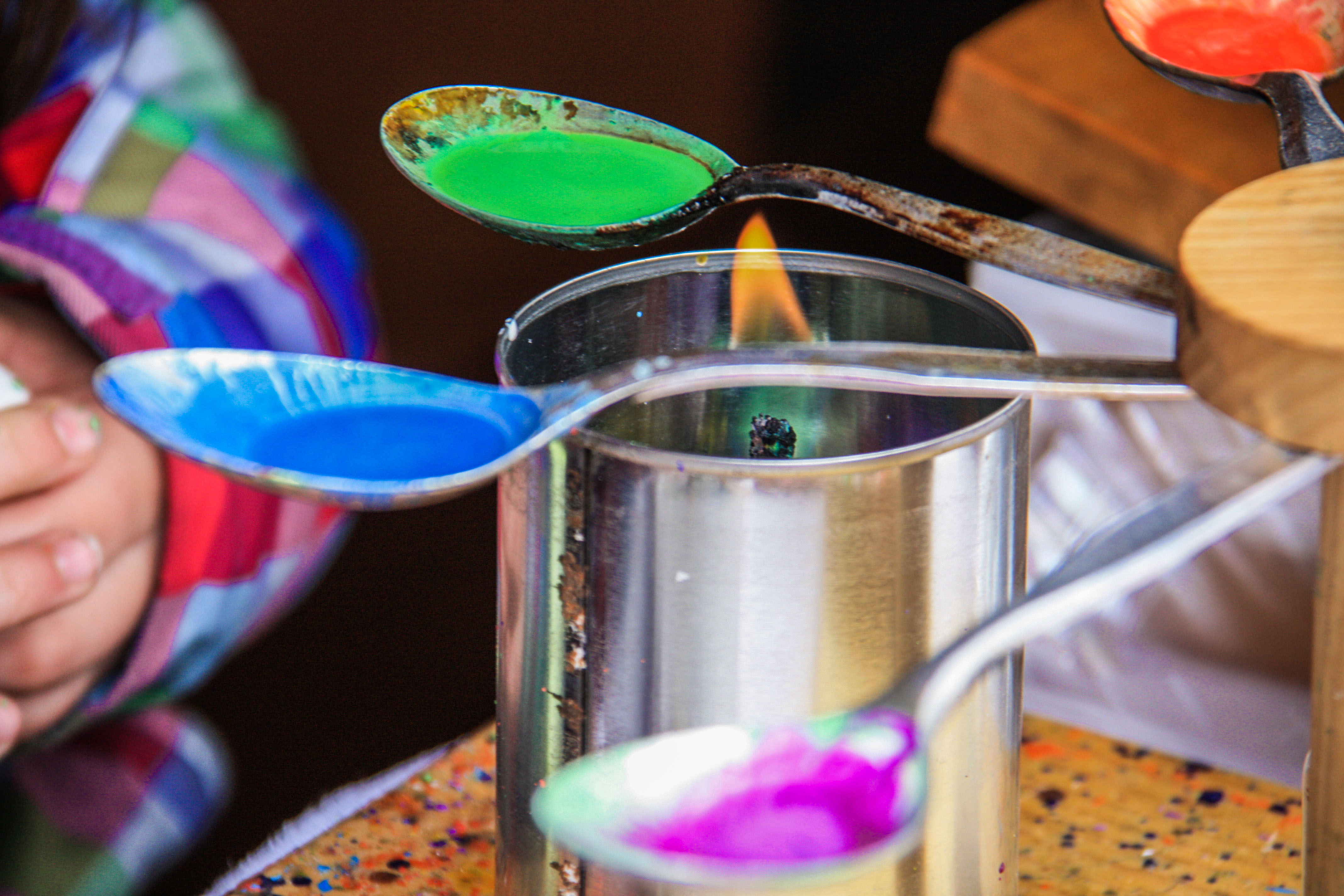
Sơn sáp nóng dùng để trang trí Trứng Phục sinh truyền thống tại Cộng hòa Séc

Việc nhuộm trứng Phục sinh với nhiều màu sắc khác nhau là phổ biến, với màu sắc có được thông qua việc luộc trứng trong các chất tự nhiên (như vỏ hành tây (màu nâu), vỏ cây sồi hoặc alder hoặc hạt óc chó (màu đen), nước ép củ cải (màu hồng), v.v..), hoặc sử dụng chất tạo màu nhân tạo.
Một loạt các màu sắc khác thường được nhuộm bằng cách buộc trên vỏ hành tây bằng sợi len màu khác nhau.  Ở miền Bắc nước Anh chúng được gọi là tốc độ-trứng hoặc dán-trứng, từ một hình thức phương ngữ của tiếng Anh Pasche.  Chúng thường được ăn sau một cuộc thi đập trứng.
Trong các Giáo hội Chính thống và Đông Công giáo, trứng Phục sinh được nhuộm màu đỏ để tượng trưng cho máu của Giêsu, với biểu tượng hơn nữa được tìm thấy trong vỏ cứng của trứng tượng trưng cho Lăng mộ của Giêsu bị phong ấn - vết nứt tượng trưng cho sự phục sinh của Chúa Giêsu từ cõi chết.  Truyền thống nhuộm trứng Phục sinh màu đỏ đã có mặt ở Nga trong thời kỳ ngoại giáo.  Sau đó, truyền thống trứng Phục sinh đỏ được Giáo hội Chính thống Nga áp dụng.  Truyền thống nhuộm trứng Phục sinh với hành tây tồn tại trong các nền văn hóa của Belarus, Nga, Séc và Israel.  Màu sắc được làm bằng cách luộc vỏ hành tây trong nước.

### Tạo hình

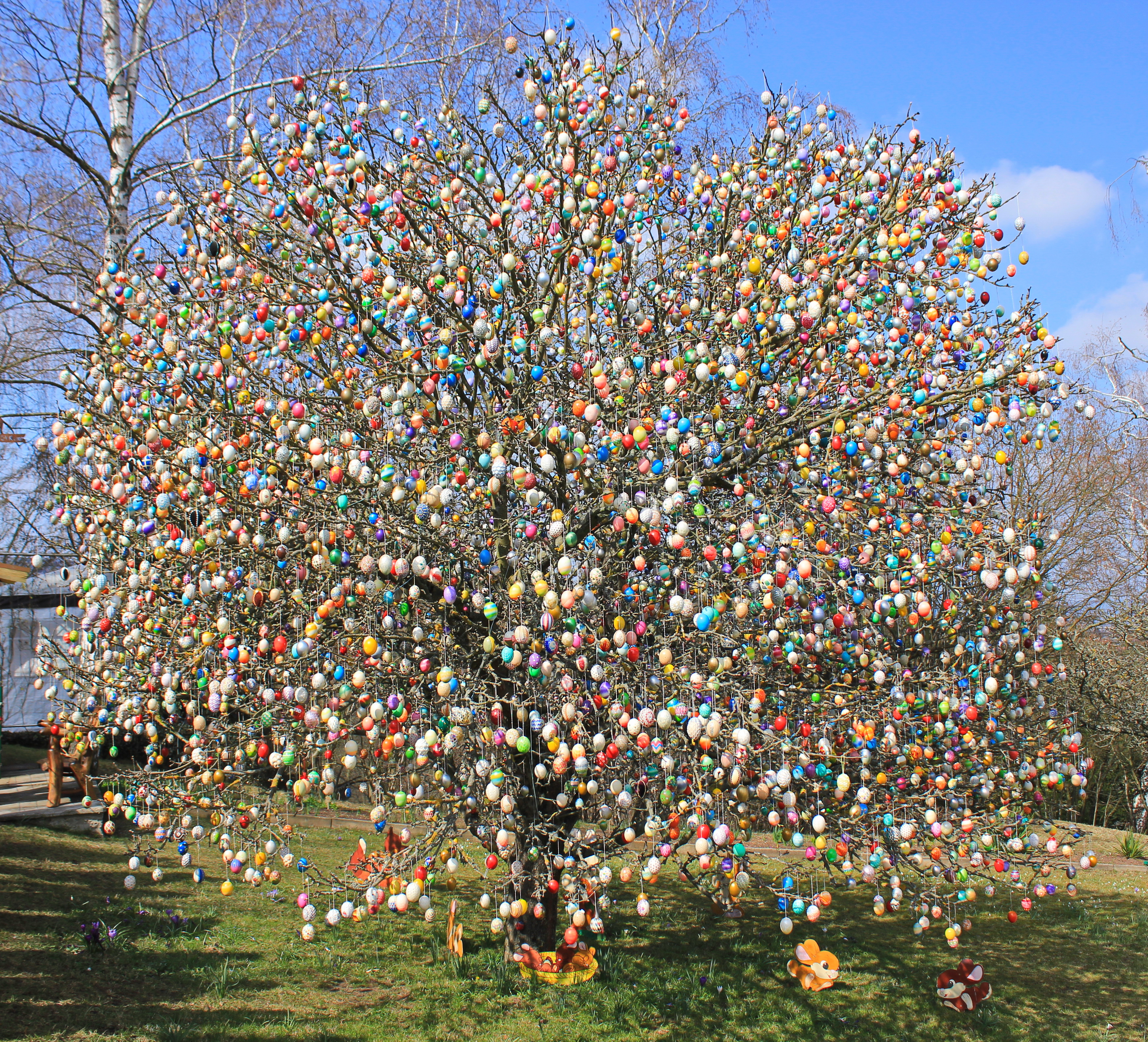
Cây Trứng Phục Sinh với 10 ngàn trứng (trang trí trong những năm 1965 - 2015) tại Saalfeld, Đức

Khi luộc trứng với vỏ hành tây, lá có thể được gắn vào trước khi nhuộm để tạo ra các hình mẫu lá.  Lá được gắn vào trứng trước khi chúng được nhuộm bằng một miếng vải trong suốt để bọc trứng giống như vớ muslin hoặc nylon rẻ tiền, để lại hoa văn khi lá được gỡ ra sau quá trình nhuộm.  Những quả trứng này là một phần của phong tục Phục sinh trong nhiều lĩnh vực và thường đi kèm với các thực phẩm Phục sinh truyền thống khác.  Haminados trong Lễ Vượt Qua được chuẩn bị với các phương pháp tương tự.
Pysanky  là những quả trứng Phục sinh của Ukraine, được trang trí bằng phương pháp chống sáp (batik).  Từ này xuất phát từ động từ pysaty, "để viết", vì các thiết kế không được vẽ lên mà được viết bằng sáp ong.
Trang trí trứng cho lễ Phục sinh bằng cách sử dụng batik kháng sáp là một phương pháp phổ biến ở một số quốc gia Đông Âu khác.

### Sử dụng trứng Phục sinh trong trang trí
Ở một số nước Địa Trung Hải, đặc biệt là ở Liban, trứng gà được luộc và trang trí bằng thuốc nhuộm và/hoặc sơn và được sử dụng làm trang trí xung quanh nhà.  Sau đó, vào ngày lễ Phục sinh, những đứa trẻ sẽ đấu tay đôi với chúng nói rằng 'Chúa Kitô được phục sinh, Thật vậy, Ngài là', phá vỡ và ăn chúng.  Điều này cũng xảy ra ở Bulgaria, Síp, Hy Lạp, Macedonia, Romania, Nga, Serbia và Ukraine.  Vào Chủ nhật Phục sinh, bạn bè và gia đình đánh trứng với nhau.  Người mà trứng không vỡ được cho là may mắn trong tương lai.
Ở Đức, trứng được treo trên cây trang trí và bụi cây để thành cây trứng Phục sinh, và ở một số khu vực trứng được treo ở giếng công cộng như Osterbrunnen.

Đã từng có một phong tục ở Ukraine, trong lễ kỷ niệm Phục sinh sẽ có krashanky trên bàn trong một cái bát với cỏ lúa mì.  Số lượng krashanky bằng với số thành viên gia đình đã ra đi. 

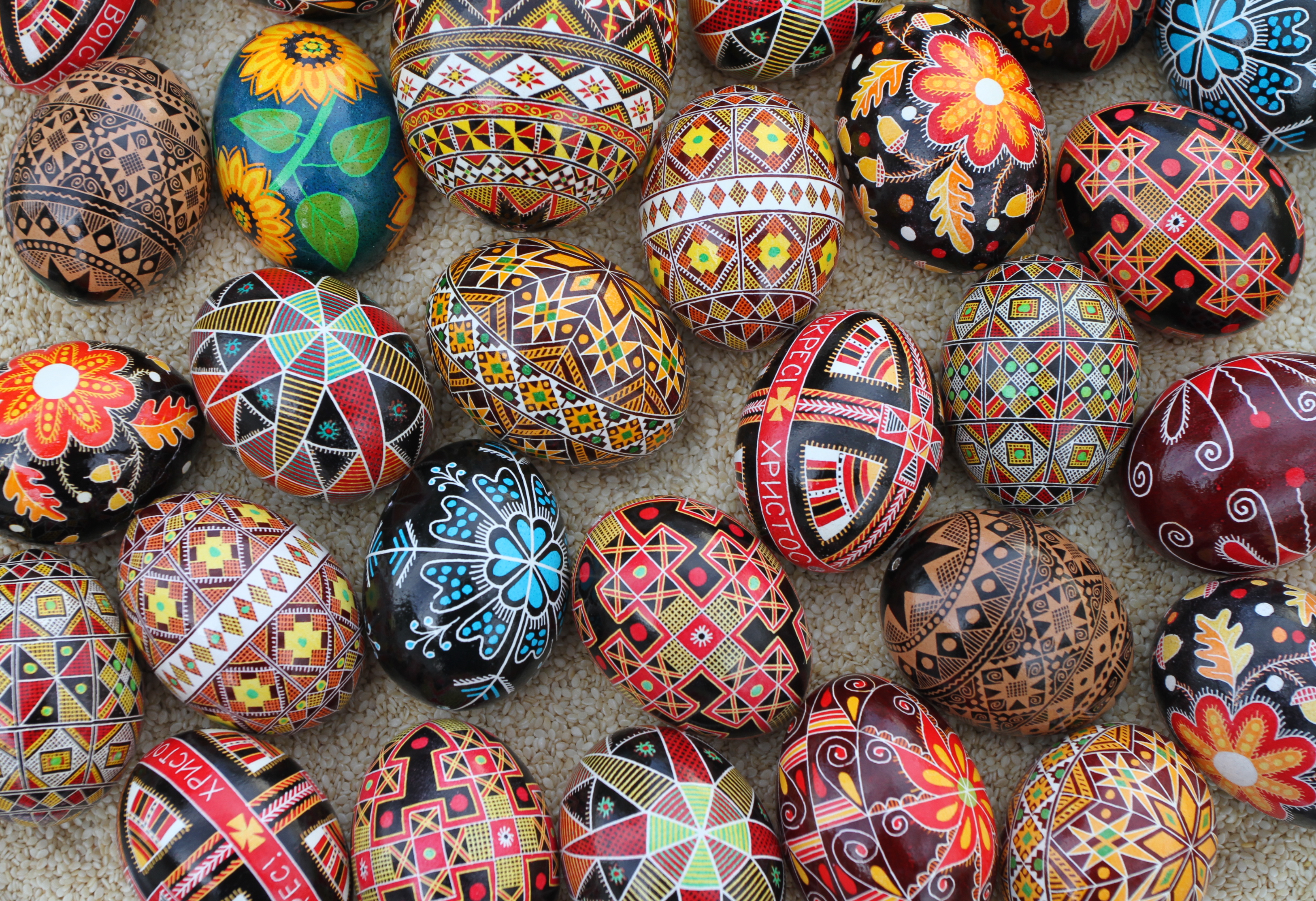
Trứng Phục sinh Ukraine (gọi là Pysanky)
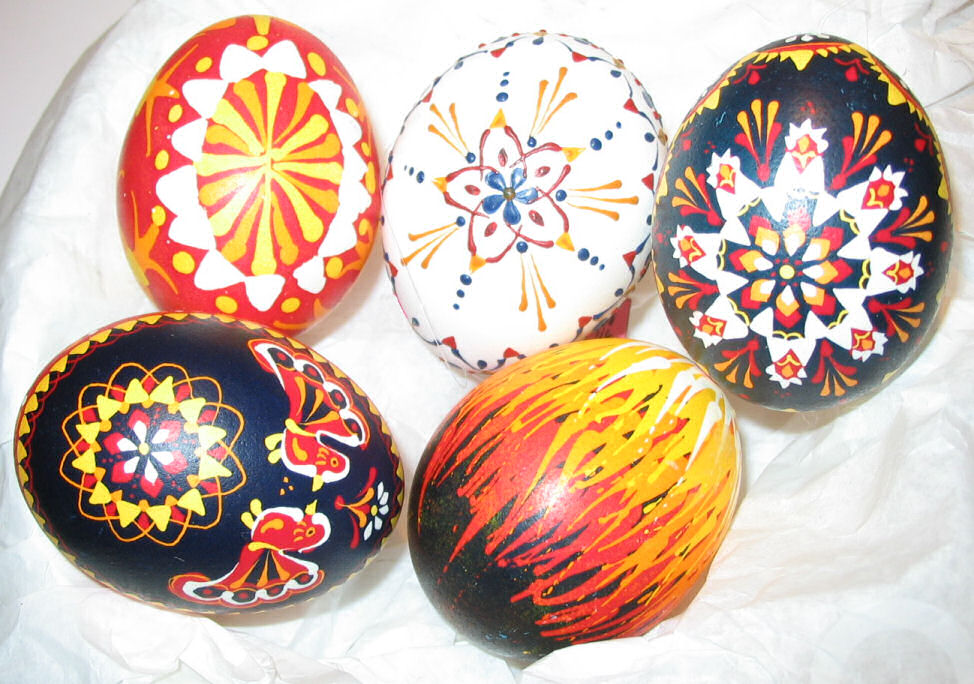
Trứng phục sinh từ Sorbs
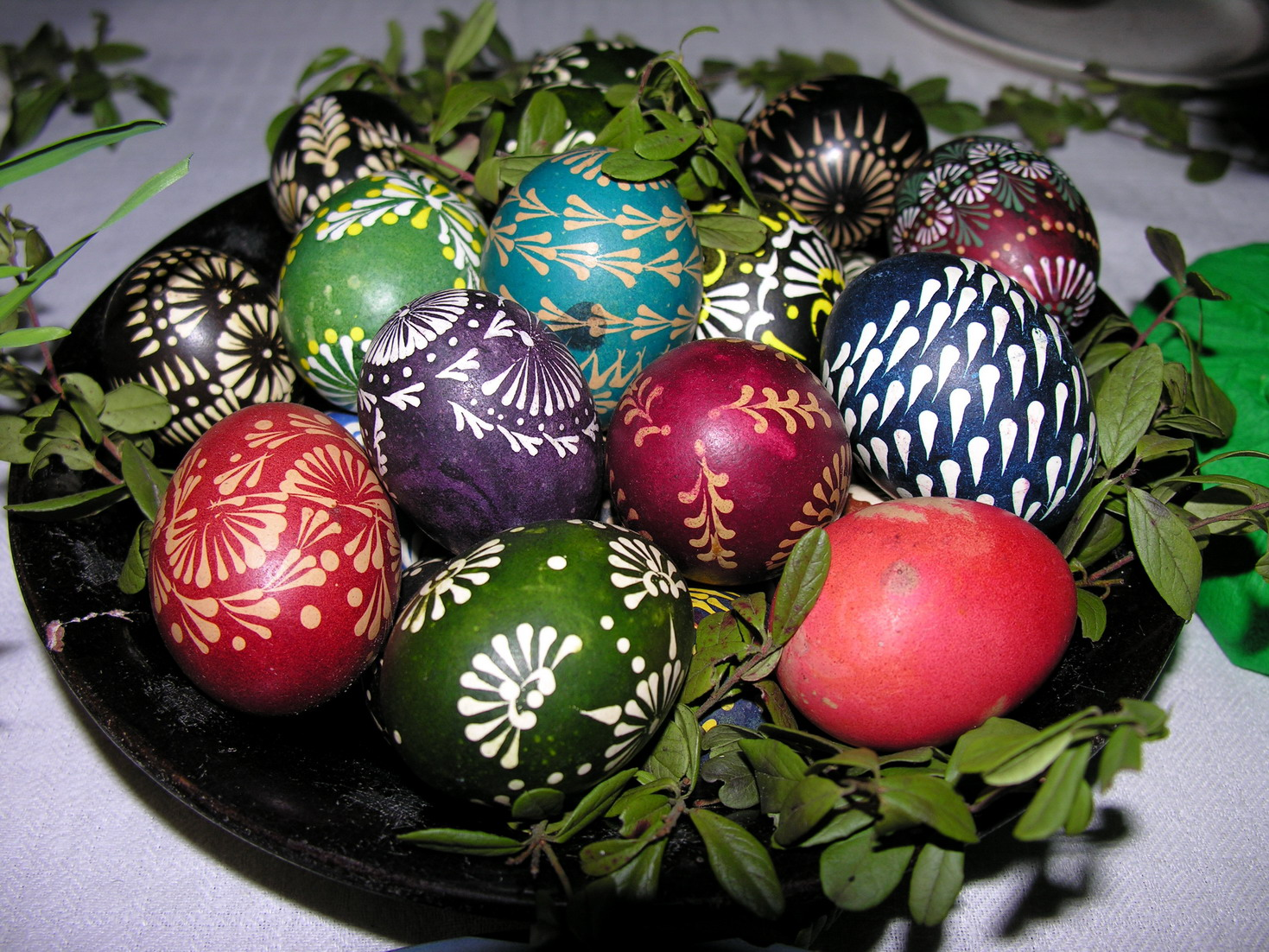
Trứng phục sinh từ Litva
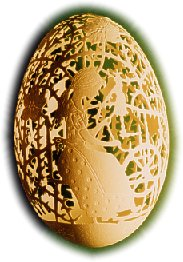
Trứng đục lỗ từ Đức, Người đẹp ngủ trong rừng
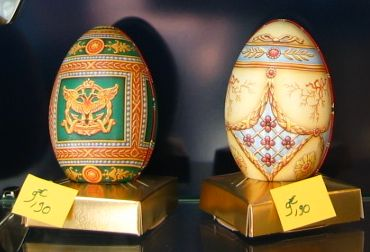
Trứng Phục sinh Na Uy
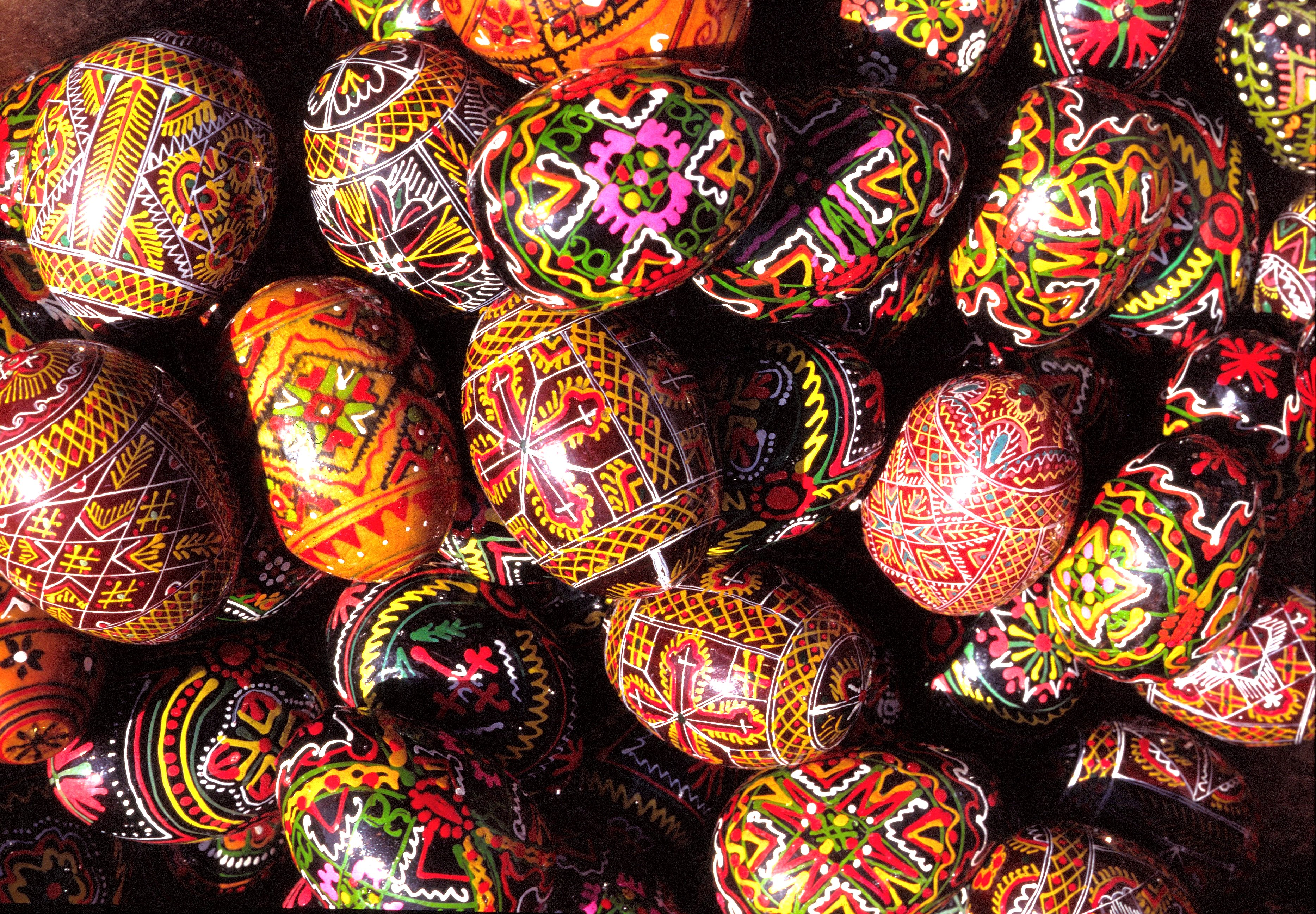
Trứng phục sinh từ Hy Lạp
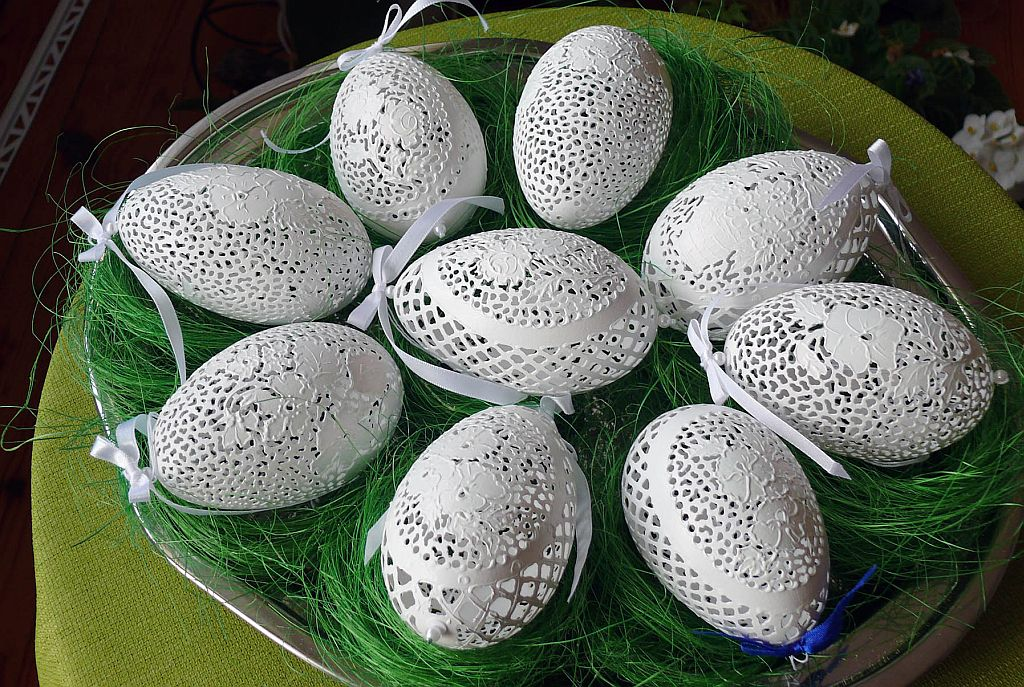
Trứng đục lỗ
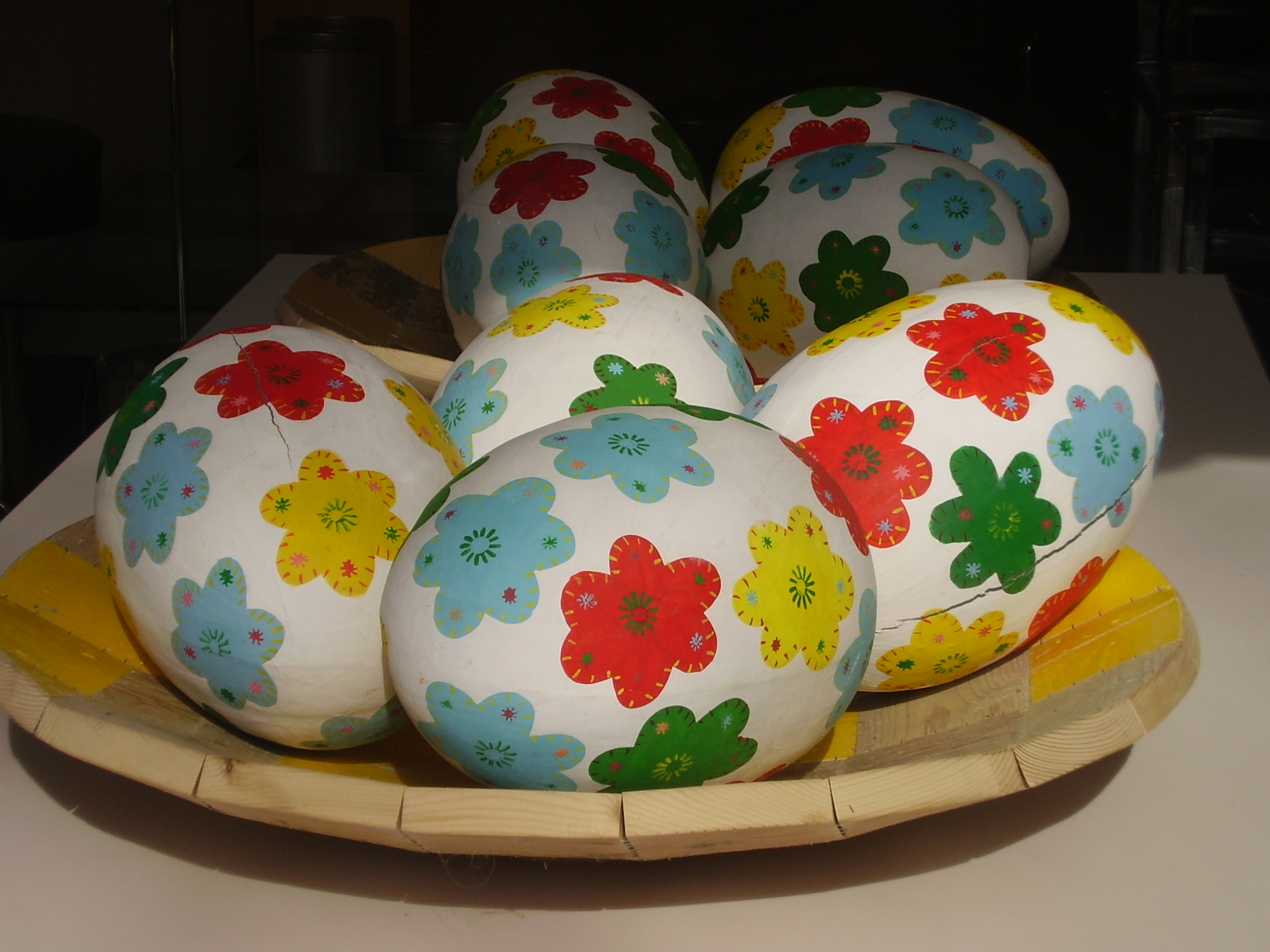
Trứng phục sinh từ Pháp
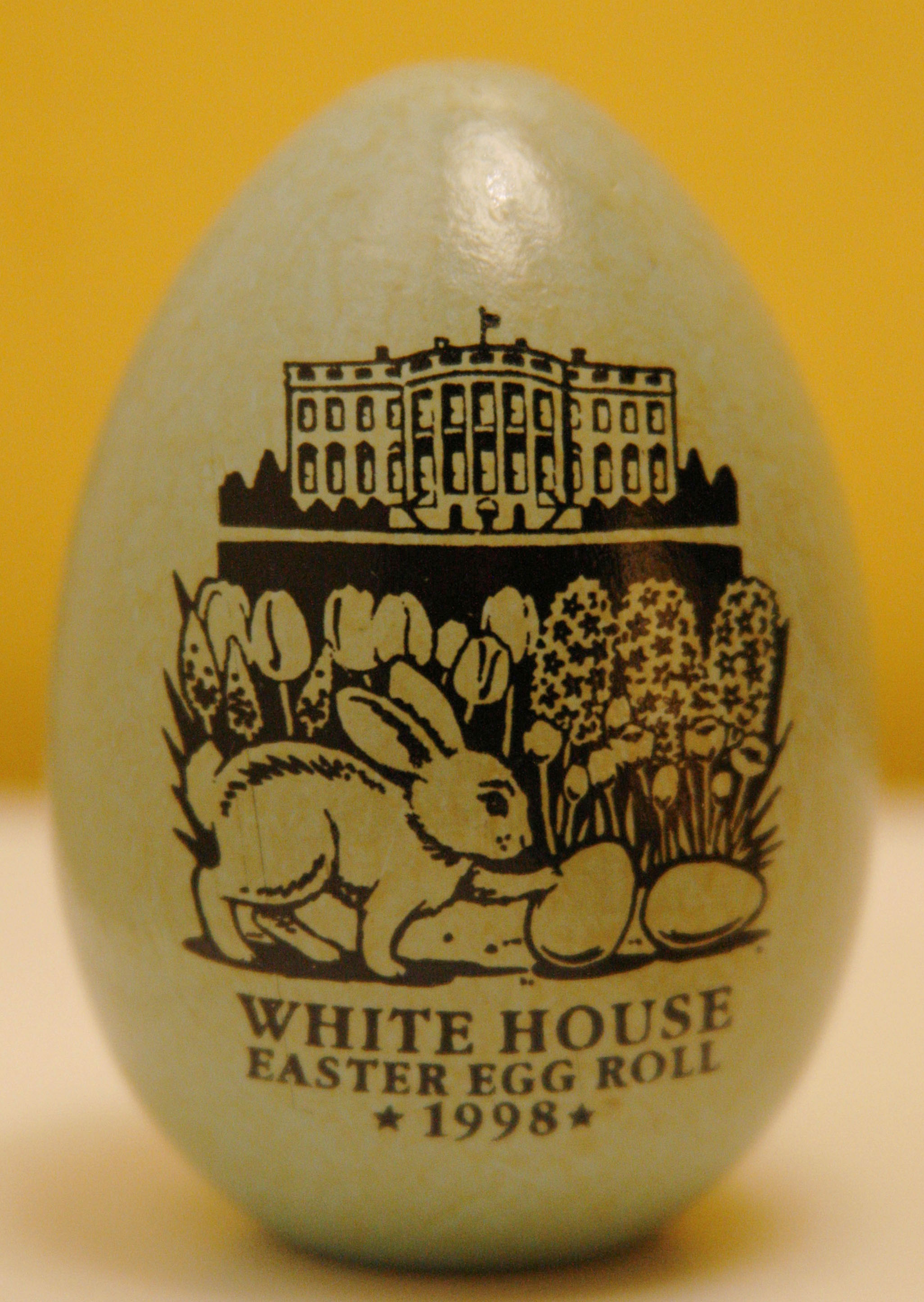
Trứng phục sinh ở Mỹ tại Nhà Trắng Washington, D.C.
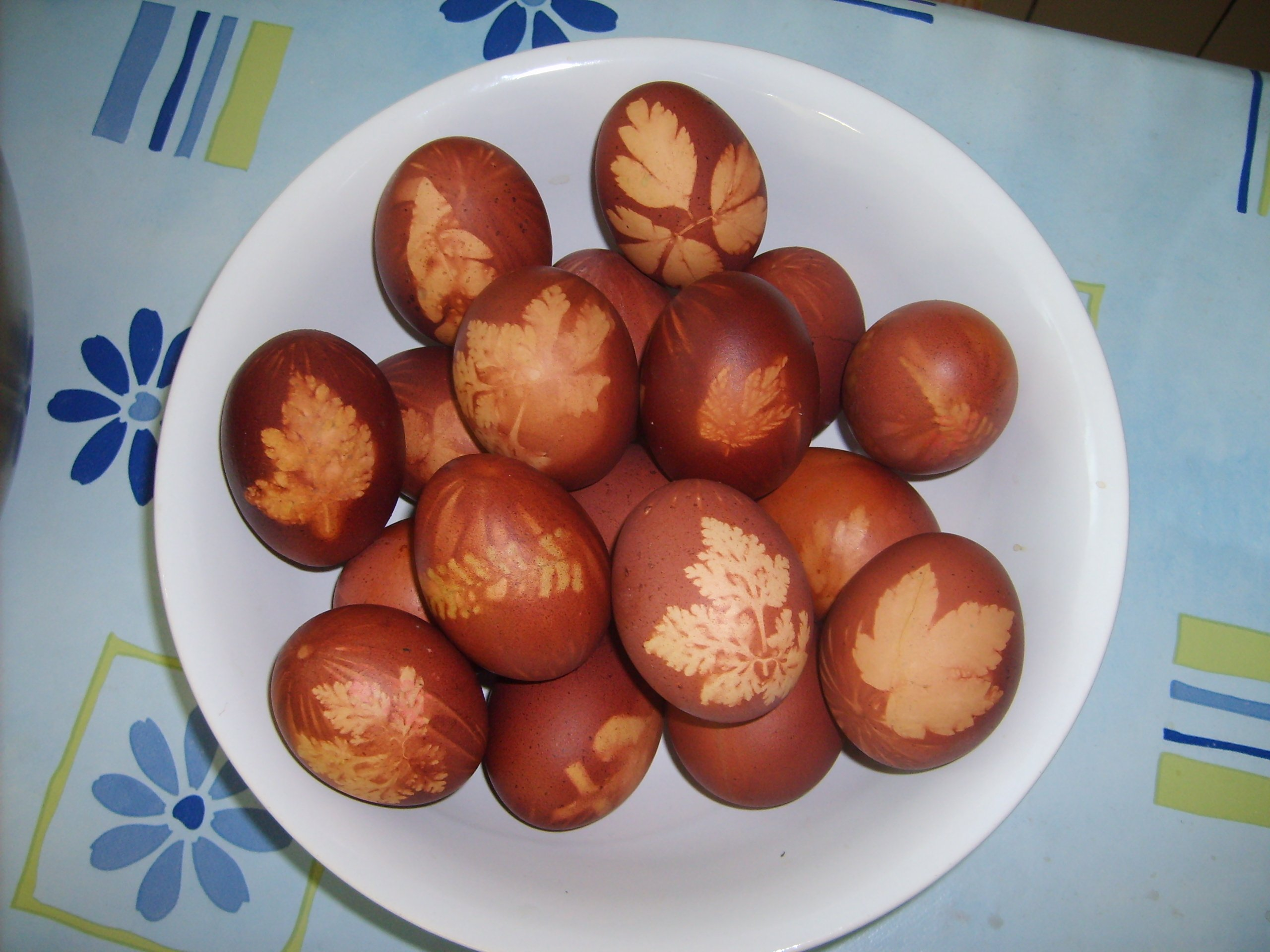
Trứng Pace luộc với vỏ hành tây và các mẫu lá
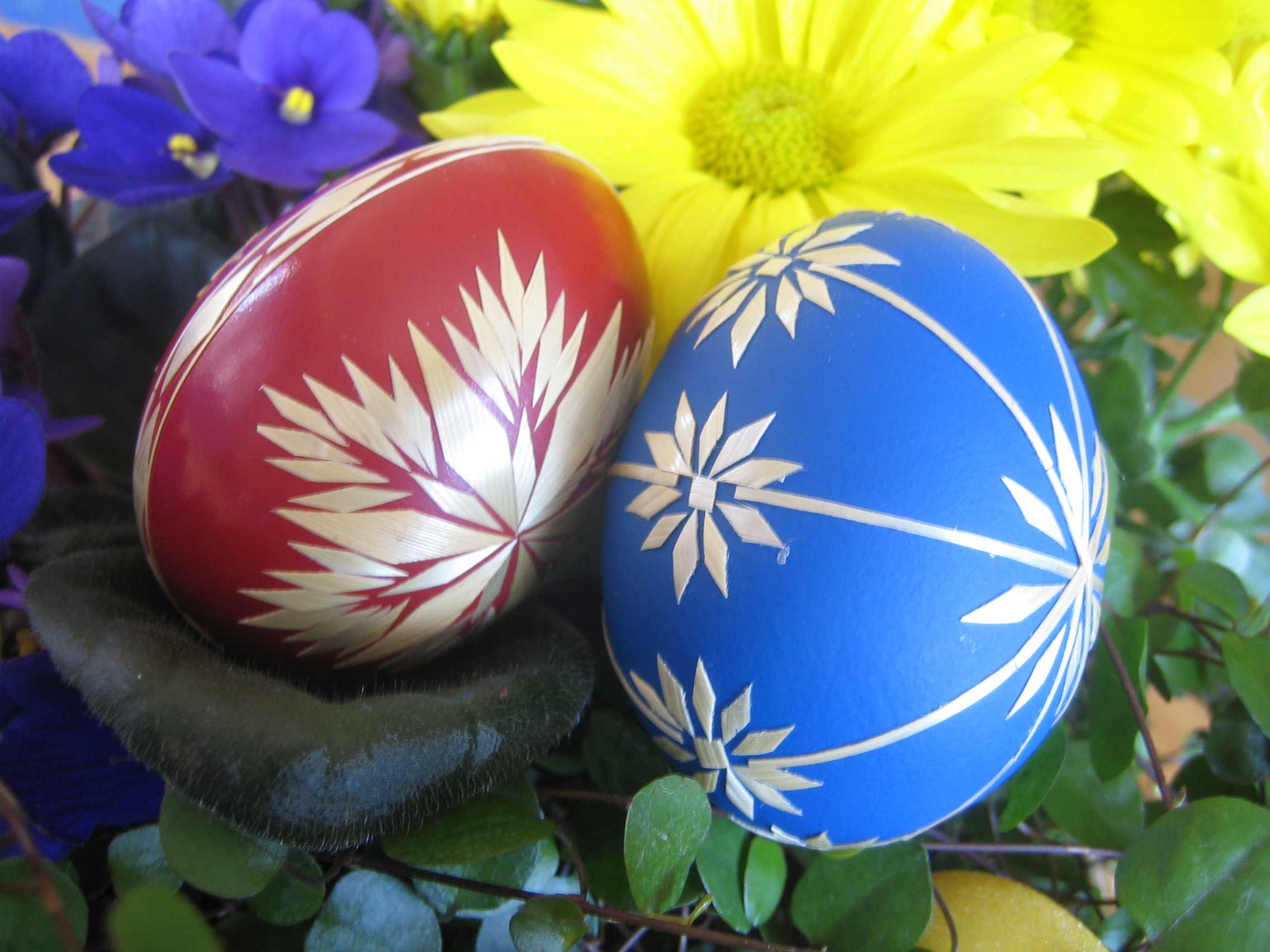
Trứng phục sinh trang trí theo hình cộng rơm
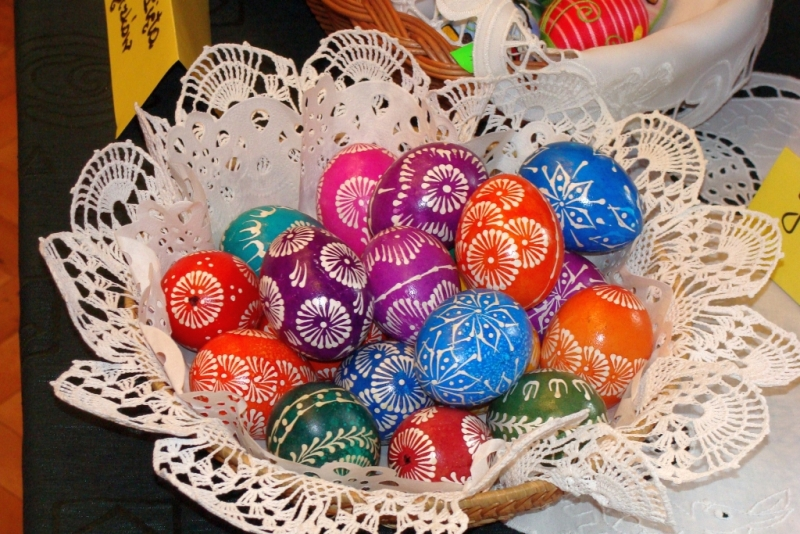
Trứng Phục phục sinh từ Ba Lan

## Trò chơi trứng Phục sinh

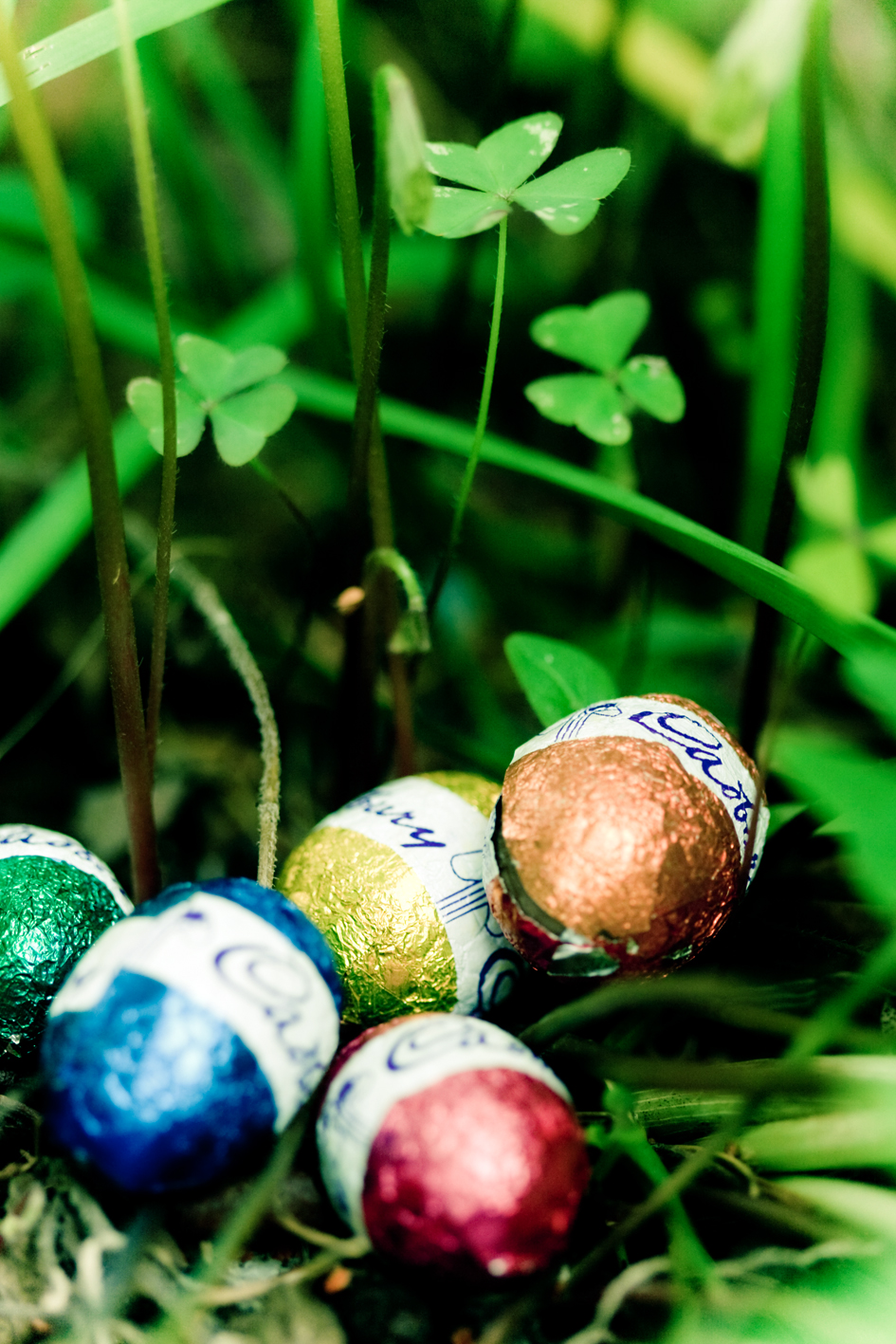
Trứng bị giấu đi để tìm kiếm trong một cuộc săn trứng Phục sinh

### Săn trứng
Săn trứng là một trò chơi trong đó trứng trang trí, có thể là trứng gà luộc, trứng sô cô la hoặc trứng nhân tạo có chứa kẹo, được giấu cho trẻ em đi tìm.  Trứng thường có kích thước khác nhau và có thể được giấu cả trong nhà và ngoài trời.  Khi cuộc săn kết thúc, giải thưởng có thể được trao cho số lượng trứng lớn nhất được thu thập, hoặc cho quả trứng lớn nhất hoặc nhỏ nhất.
Các quốc gia Slavic ở Trung Âu (Séc và Slovak, v.v.) có truyền thống thu thập trứng bằng cách lấy chúng từ những con cái để đổi lấy chúng bằng một cây roi đuôi ngựa làm từ cành liễu tươi và vẩy nước vào chúng. Người Ruthenians gọi truyền thống này polivanja, và họ tin rằng điều này cung cấp cho họ sức khỏe và sắc đẹp.
Cascarones, một truyền thống của Mỹ Latinh hiện được nhiều tiểu bang Mỹ với số người gốc Tây Ban Nha cao áp dụng, là dùng trứng gà rỗng và khô, nhồi thêm confetti và niêm phong bằng một mảnh giấy lụa.  Những quả trứng được giấu trong một truyền thống tương tự như cuộc săn trứng Phục sinh của người Mỹ và khi tìm thấy trứng những đứa trẻ (và người lớn) đập trứng trên đầu nhau.
Để cho phép trẻ em tham gia săn trứng mặc dù khiếm thị, trứng đã được tạo ra phát ra nhiều tiếng click, tiếng bíp, tiếng ồn hoặc âm nhạc để trẻ khiếm thị có thể dễ dàng săn trứng Phục sinh.

### Lăn trứng
Lăn trứng cũng là một trò chơi trứng Phục sinh truyền thống chơi với trứng vào lễ Phục sinh.  Ở Anh, Đức và các quốc gia khác, trẻ em thường lăn trứng xuống sườn đồi vào lễ Phục sinh.  Truyền thống này đã được những người định cư châu Âu đưa đến Tân Thế giới, và tiếp tục cho đến ngày nay trong lễ Phục sinh với một lễ lăn trứng Phục sinh trên bãi cỏ Nhà Trắng.  Các quốc gia khác nhau có các phiên bản khác nhau của trò chơi này.

### Đập trứng

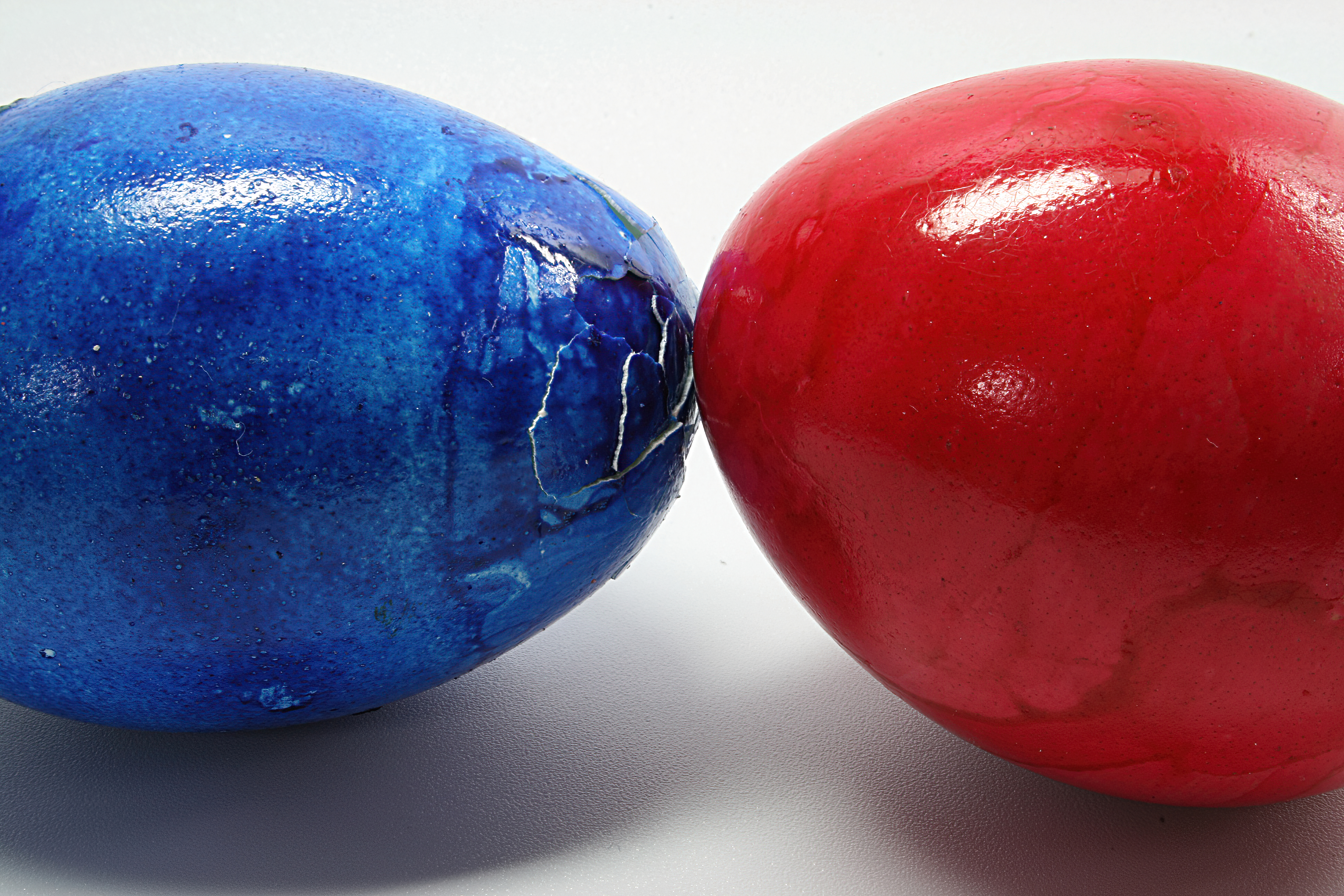
Trứng sau một cuộc thi đập trứng (đỏ thắng)

Ở miền Bắc nước Anh, trong Lễ Phục sinh, một trò chơi truyền thống được chơi trong đó trứng được luộc chín được chia ra và mỗi người chơi tự đập trứng của mình vào trứng của người chơi khác.  Điều này được gọi là " đập trứng ".  Người chiến thắng là người giữ quả trứng còn nguyên vẹn cuối cùng.  Giải vô địch thế giới đập trứng hàng năm được tổ chức hàng năm vào dịp lễ Phục sinh trong Câu lạc bộ Cricket Peterlee.
Trò này cũng được chơi ở Ý (nơi được gọi là scuccetta), Bulgaria, Hungary, Croatia, Latvia, Litva, Lebanon, Macedonia, Romania, Serbia, Ukraine, Nga và các quốc gia khác.  Ở các vùng của Áo, Bavaria và Thụy Sĩ nói tiếng Đức, nó được gọi là Ostereiertitschen hoặc Eierpecken.  Ở các vùng của Châu Âu, nó còn được gọi là epper, có lẽ từ tên tiếng Đức Opfer, có nghĩa là "cung cấp" và ở Hy Lạp, nó được gọi là tsougrisma.  Ở Nam Louisiana, thực hành này được gọi là pocking trứng  và hơi khác nhau.  Louisiana Creoles quy định rằng người chiến thắng ăn trứng của những người thua cuộc trong mỗi vòng đấu.
Theo truyền thống Chính thống Hy Lạp, trứng đỏ cũng bị đập cùng lúc khi mọi người trao đổi lời chào mừng lễ Phục sinh.

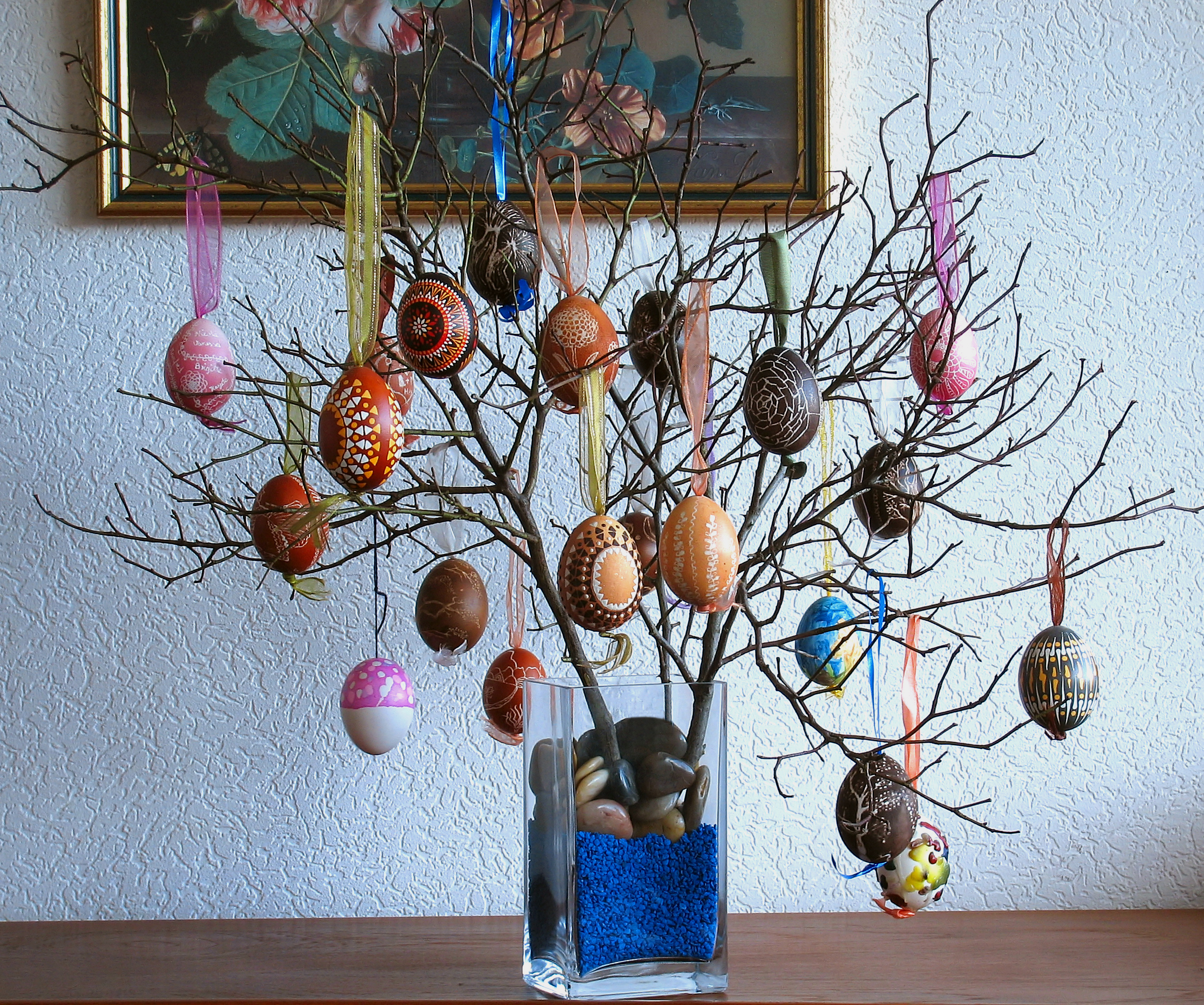
Ở một số quốc gia như Thụy Điển, Na Uy, Ba Lan và Đức, trứng được sử dụng làm vật trang trí trên bàn treo trên cành cây

### Múa trứng
Nhảy trứng là một trò chơi Phục sinh truyền thống  có nguồn gốc từ Đức trong đó trứng được đặt trên mặt đất hoặc sàn nhà và mục tiêu là nhảy giữa chúng mà không làm vỡ bất kỳ quả trứng nào .  Ở Anh, điệu nhảy được gọi là hop-egg.

### Kịch trứng pace
Các vở kịch Trứng Pace là những vở kịch truyền thống của làng, với chủ đề tái sinh.  Bộ phim có hình thức chiến đấu giữa anh hùng và nhân vật phản diện, trong đó anh hùng bị giết và sống lại.  Các vở kịch diễn ra ở Anh trong lễ Phục sinh.